# Барроу, Джон (футбольный тренер)
Джон Барроу (англ. John Barrow) — английский футбольный тренер. Первый тренер, работавший с одним из самых титулованных футбольных клубов мира — «Барселоной».
До Барроу роль тренера команды «Барселона» выполнял капитан клуба. В 1917 году президент «Барсы» Жоан Гампер впервые нанял главного тренера, дебют Барроу пришёлся на матч чемпионата Каталонии против клуба «Интернасьональ», проходившего 7 января 1917 года, и который завершился нулевой ничьей. Всего, во время работы с «Барселоной», Барроу руководил клубом на протяжении 19 матчей, из которых победил в 12-ти, 5 свёл вничью и два матча проиграл. Но клуб, с Барроу во главе, так и не добился выигрыша ни единого титула, более того, клуб подвергся дисквалификации в чемпионате Каталонии, за то что в нём играл иностранец — аргентинский футболист Гарчиторена, что было запрещено правилами. Через 4 месяца Барроу был уволен из-за проблем с алкоголем, которым он злоупотреблял, и из-за неудачной игры его команды. Место Барроу занял другой англичанин, игрок клуба Джек Гринуэлл.